# Commissione internazionale dei giuristi
(International Commission of Jurists (ICJ))
La Commissione internazionale dei giuristi, (International Commission of Jurists - ICJ), è un’organizzazione non governativa, tale organizzazione si pone come obiettivo la promozione e la protezione dei diritti umani attraverso lo stato di diritto, facendo uso della sua particolare esperienza del diritto per sviluppare e rafforzare i sistemi giudiziari nazionali ed internazionali. È composta da 60 giudici ed avvocati eminenti, ma anche da accademici provenienti da tutte le regioni del mondo. La composizione della Commissione mira a porre in considerazione la diversità geografica del mondo e i suoi numerosi sistemi giuridici
Fondata nel 1952 e attiva in cinque continenti, l’ICJ mira ad assicurare lo sviluppo progressivo e l’implementazione efficace del diritto internazionale dei diritti umani e del diritto internazionale umanitario; ad assicurare la realizzazione dei diritti civili, culturali, economici, politici e sociali; a salvaguardare la separazione dei poteri e a garantire l’indipendenza della magistratura e della professione forense.

## Storia

### Idea e preparazione del Congresso
L'idea di un Congresso Internazionale dei Giuristi nacque all'inizio dell'autunno del 1951. L'attività del Comitato investigativo dei giuristi liberi aveva dimostrato il potere che può irradiare la Legge. La legge è una scala precisa per la misurazione delle condizioni prevalenti contro un regime di terrore.
Secondo il rapporto redatto dall’organizzazione durante le conferenze di Berlino, i governanti della zona sovietica avevano dimostrato la loro vulnerabilità una volta che il loro sistema di ingiustizia venne rivelato con l'aiuto di fatti irrefutabili. Ci si aspettava che l'effetto dell'attività del Comitato investigativo dei giuristi liberi (ICJF), nato sul fronte ideologico di una Berlino divisa nel immediato dopoguerra è composto da un gruppo di giuristi tedeschi impegnati nelle indagini sulle violazioni dei diritti umani perpetrate nella zona sovietica della Germania del dopoguerra. si sarebbe enormemente intensificato se le rivelazioni fossero state presentate al pubblico internazionale da eminenti giuristi. Ma l’idea nata dal Congresso pensava di ottenere ancora maggior risonanza se i giuristi partecipanti di tutti i paesi si fossero uniti per prendere risoluzioni congiunte e azioni congiunte.
L’idea alla base del Congresso era l’opporsi al solido fronte dell'ingiustizia stabilito dietro la cortina di ferro con un fronte altrettanto solido dei difensori della giustizia. Si pensava che dovesse diventare un Congresso mediante il quale giuristi esiliati da tutti i paesi dietro la cortina di ferro avrebbero spiegato i sistemi di ingiustizia nei loro paesi nativi al mondo occidentale e che la zona sovietica sarebbe diventata oggetto di studi approfonditi basati su il materiale raccolto dal comitato investigativo.
Ben presto ci si rese conto che non solo le argomentazioni dovevano essere ascoltate dal Congresso, ma che tali affermazioni sarebbero dovute essere supportate dall'audizione dei testimoni e dalla produzione di documenti originali, a questo pro, le prove raccolte sarebbero state esposte ai quattro enti predisposti, ovvero le commissioni per Il diritto pubblico, il diritto penale, il diritto civile ed economico e il diritto del lavoro a seconda del proprio campo specifico.
L'ulteriore preparazione del Congresso ha reso necessarie visite nelle capitali europee con il duplice scopo di sottolineare nelle conferenze stampa la violazione della giustizia nella zona sovietica e la sua opposizione da parte del Comitato investigativo da un lato, e la discussione del programma del Congresso con giuristi di spicco e la selezione di personalità adatte dall'altra.

### Conferenze stampa del 1952
Durante il periodo di maggio del 1952 il Dr. Theo Friedenau tiene una serie di conferenze stampa per sensibilizzare l’opinione pubblica sul lavoro svolto dalla commissione. La risposta della stampa straniera e degli ambienti giuridici si rivela straordinariamente forte.
Grazie al tour europeo del Dr. Theo Friedenau, seguono diversi inviti ai delegati stranieri. Un numero forse uguale di giuristi eccezionali doveva essere trovato in tutti i paesi del mondo libero.
- Roma il 12 maggio
- Zurigo il 14 maggio
- Parigi il 16 maggio
- Londra il 19 maggio
- Stoccolma il 26 maggio
- Oslo il 27 maggio
- Copenaghen il 28 maggio

Molte rappresentanze accreditate di Bonn, e a molte grandi associazioni di giuristi internazionali venne chiesto di nominare giuristi idonei per il progetto. Questa parte dei preparativi per il Congresso ha mantenuto l'intero segretariato, compresi gli interpreti, in sospeso fino a dopo l'inizio del Congresso. Fino al 25 luglio, il numero stimato di partecipanti risultava in continua evoluzione.
Il 26 maggio, come dichiarato dal dott. Von Saher, presidente del comitato del programma dell'Ordine degli avvocati internazionale, il Congresso aveva suscitato l’attenzione a livello mondiale.

### Istituzione
L'ICJ è stata istituita in seguito al 1 ° Congresso internazionale dei giuristi per la protezione del diritto dall'ingiustizia sistematica tenutosi a Berlino Ovest nel luglio del 1952 con la collaborazione di delegati provenienti da 43 paesi, tra cui 32 ministri e statisti, 32 professori, 35 presidenti, giudici e consulenti nelle alte corti di giustizia.
Il Congresso, originariamente previsto dal 18 al 25 luglio, è stato di conseguenza rinviato dal 25 luglio al 1º agosto. Pertanto, i partecipanti al Congresso di Madrid dell'International Bar Association rendendo possibile la partecipazione anche al Congresso di Berlino. L'IBA ha lasciato che Leutwein, uno dei rappresentanti del comitato investigativo dei giuristi liberi, si rivolgesse e informasse l'assemblea degli obiettivi del Congresso del comitato investigativo.
Numerosi rappresentanti dell’IBA parteciparono al Congresso di Berlino mostrando una mentalità molto aperta agli sforzi intrapresi dal Congresso. Alle discussioni preparatorie del comitato investigativo dei giuristi liberi prese parte anche il dott. Walter Linse, avvocato e capo del dipartimento economico. Durante la discussione del 7 luglio 1952, citò Il Phaidros:
Ignorantia legis non excusat.
Il giorno successivo, l’8 luglio 1952 Linse verrà rapito dal Ministero della Sicurezza dello Stato della Germania dell'Est (Stasi) detenuto nella prigione di Hohenschönhausen, poi consegnato al KGB e infine giustiziato nella prigione di Butyrka a Mosca.

### 1953 - 1956 registrazione come ONG e il Congresso di Atene
L'agenda iniziale dell'ICJ è stata in gran parte plasmata dalle preoccupazioni della guerra fredda, compresa la denuncia di violazioni dei diritti umani nei paesi del blocco sovietico. A.J. M. Bart van Dal (Paesi Bassi), eletto segretario generale dell'organizzazione i cui uffici furono inizialmente stabiliti a L'Aia.
Sin dal 1953 l'ICJ era legalmente registrata come organizzazione non governativa internazionale (ONG). La struttura iniziale della neonata ONG era composta da undici commissari, inclusi ministri di gabinetto senior e giudici di servizio. Nel 1955, l'ICJ tenne il suo primo congresso internazionale ad Atene, in Grecia, durante il quale adottò l'atto di Atene. Durante il congresso si insistette sul fatto che lo Stato è necessariamente vincolato dalla legge e che i governi devono rispettare i diritti umani ai sensi dello Stato di diritto. Ha anche iniziato a stabilire il ruolo speciale di giudici e avvocati nel preservare l'indipendenza delle loro professioni.
Mentre l'ICJ era formata dalle dinamiche della guerra fredda, i giuristi che guidavano l'organizzazione erano pronti a capire che l'universalità dell'etica dello Stato di diritto significava che il loro lavoro doveva essere diretto a livello globale, attraverso tutti i sistemi politici e giuridici ideologici. Pertanto, l'ICJ ha intrapreso sforzi per evidenziare gravi ingiustizie in paesi come l'apartheid in Sudafrica, la Spagna di Franco e l'Argentina peronista. Nel decennio successivo, l'adesione alla Commissione si è ampliata per rappresentare veramente gli interessi globali. Nel 1956, Norman S. Marsh fu nominato Segretario Generale dell'ICJ, dirigendo gli sforzi dell'ICJ verso lo sviluppo di una definizione chiara e universale dello Stato di diritto, includendo le diverse tradizioni giuridiche del mondo.

### 1958 - 1963 L’avvicinamento alle Nazioni Unite
Nel 1958 Jean-Flavien Lalive assume la guida dell’organizzazione, avvicinando l'ICJ alle Nazioni Unite, sia fisicamente che politicamente, attraverso lo spostamento del quartier generale dell'organizzazione da L'Aia a Ginevra e attraverso un sostegno più pronunciato per lo sviluppo di standard internazionali e procedure e meccanismi di applicazione.
Durante i congressi di Nuova Delhi (1959), Lagos (1961) e Rio de Janeiro (1962), l'ICJ ha definito i principi dello Stato di diritto e dei diritti umani, in particolare sulle garanzie procedurali e sostanziali necessarie per la corretta amministrazione della giustizia. La Dichiarazione di Delhi, in particolare, doveva dimostrare uno strumento fondamentale nel plasmare lo Stato di diritto, con la sua concezione dello Stato di diritto come un concetto dinamico per l'espansione e l'adempimento di cui i giuristi sono i principali responsabili e che dovrebbero impiegare, salvaguardare e far avanzare i diritti umani.
Alla fine degli anni '50 e all'inizio degli anni '60, i rapporti sui paesi della Corte internazionale di giustizia (CIG), le osservazioni sul processo e le commissioni d’inchiesta hanno suscitato una preoccupazione globale per specifici abusi dei diritti umani e dello stato di diritto.
Sotto la guida di Seán MacBride, nominato segretario generale nel 1963, l'ICJ riunì una coalizione globale di organizzazioni non governative, dando il via alla costruzione e alla definizione di standard internazionali delle istituzioni per i diritti umani. Questi includevano la difesa della creazione di un Alto commissariato delle Nazioni Unite per i diritti umani; un tribunale penale internazionale e un tribunale mondiale per i diritti umani. Sean MacBride ha vinto il premio Nobel per la pace nel 1974.

### 1970 - 1977 il mandato di Niall MacDermot
A partire dal 1970, il mandato ventennale di Niall MacDermot ha visto la trasformazione dell'ICJ in un'organizzazione che sosteneva lo stato di diritto e la protezione legale dei diritti umani. MacDermot ha incanalato le energie dell'ICJ in un'organizzazione che ha messo a punto un ampio spettro di strumenti e strategie per far avanzare questi obiettivi. Questi includevano l'elaborazione di studi concettuali autorevoli; lavorare su standard internazionali; difesa delle Nazioni Unite e di altri organismi per le risposte internazionali a gravi crisi dei diritti umani; rapporti nazionali e osservazioni di prova; e gli sforzi per sviluppare la capacità degli avvocati a livello nazionale di difendere i diritti umani.
Durante questo periodo, l'ICJ ha dato un contributo significativo a un corpo in via di sviluppo del diritto internazionale, tra cui la Convenzione ONU sui diritti dell'infanzia e il Corpo dei principi per la protezione di tutte le persone sotto qualsiasi forma di detenzione o carcerazione. Sarà nel 1980 che Niall MacDermot propose per la prima volta una convenzione delle Nazioni Unite sulle sparizioni forzate.
Niall MacDermot fu anche responsabile della guida della prima missione di accertamento dei fatti in Cile per esaminare le violazioni dei diritti umani in seguito al colpo di Stato militare del settembre 1973. L'ICJ espose le atrocità sotto il regime di Idi Amin Dada in Uganda, nel rapporto del 1977 Uganda and Human Rights, che ha avuto un effetto decisivo sulle politiche di diversi governi e per il quale l’organizzazione è stata ringraziata nell'assemblea generale delle Nazioni Unite dal presidente Godfrey Binaisa dopo la caduta di Amin.

### 1975 - 1976 Commissione africana per i diritti umani
Nel 1975 e nel 1976, la CIG ha organizzato una serie di visite ai Capi di Stato in Africa per sollecitare l'adozione di una Convenzione africana sui diritti umani e di una Commissione africana per i diritti umani, che ha portato il presidente Senghor del Senegal a proporre la risoluzione dell'Organizzazione dell'unità africana(OUA) che a sua volta ha portato alla Carta africana dei diritti dell'uomo e dei popoli. Dopo la sua adozione, l'ICJ è stata attiva nel garantire le 26 ratifiche necessarie per metterlo in vigore.
L'ICJ ha contribuito a creare organizzazioni regionali non governative per i diritti umani nei paesi in via di sviluppo, tra cui la Commissione andina dei giuristi, l'Unione inter-africana di avvocati, il Consiglio regionale per i diritti umani in Asia e l'Associazione per il diritto allo sviluppo dell'Asia meridionale.
A livello di base, l'ICJ ha promosso i servizi legali nelle aree rurali dell'Africa attraverso la formazione di parlamentari per lavorare a livello di villaggio.
Durante questo periodo, l'ICJ ha inviato osservatori a importanti processi politici in 56 occasioni in Africa, Asia - Pacifico, Europa orientale, Medio Oriente e Americhe.

### 1978: l’istituzione della CIJL
Nel 1978, l'ICJ ha istituito il Centro per l'indipendenza dei giudici e degli avvocati (CIJL). È stato fondamentale nella formulazione e nell'adozione dei Principi di base delle Nazioni Unite sull'indipendenza della magistratura e dei Principi di base delle Nazioni Unite sul ruolo degli avvocati e il suo mandato è lavorare per la loro attuazione.
Dal 1978, la CIJL ha inviato osservatori a processi politici di giudici e avvocati perseguiti per motivi politici o in cui sono sorti gravi problemi di equità e ha anche intrapreso missioni nei paesi per valutare le condizioni di indipendenza della magistratura e della professione legale e ha lavorato proteggere gli avvocati e i giudici sotto persecuzione o molestie per l'esercizio delle loro legittime funzioni professionali.
Inoltre, la CIJL ha prodotto pubblicazioni contenenti opere accademiche e relazioni analitiche sui paesi sull'indipendenza di giudici e avvocati. Dal 2010, la CIJL gestisce l'annuale Forum dei giudici e degli avvocati di Ginevra.

### 1986 Promozione dei diritti economici, sociali e culturali
Nel 1986, l'ICJ ha riunito un gruppo di illustri esperti di diritto internazionale per esaminare la natura e la portata degli obblighi degli Stati parti del Patto internazionale relativo ai Diritti economici, sociali e culturali. L'incontro ha visto la nascita dei Principi di Limburgo, che continuano a guidare il diritto internazionale in materia di diritti economici, sociali e culturali.

### Anni ‘90 e la radicalizzazione della ICJ
Nel 1990, Adama Dieng del Senegal venne nominato segretario generale africano dell'ICJ servendo nel ruolo per 10 anni. Durante gli anni '90, l'organizzazione ha contribuito all'elaborazione di vari strumenti internazionali e ha rafforzato la cooperazione con istituzioni come l'Organizzazione dell'Unità Africana e il Consiglio d'Europa.
In particolare, l'ICJ ha contribuito alla creazione di molte organizzazioni non governative per i diritti umani; ha lanciato programmi di sviluppo rurale che hanno fornito servizi legali ai paesi in via di sviluppo; ha condotto approfonditi esami nazionali sullo stato di diritto in Tibet e Pakistan; e ha consolidato la rete ICJ a favore di giudici e avvocati perseguitati a livello nazionale perseguitati in tutto il mondo.
Nel 1997, in occasione del decimo anniversario dei Principi di Limburgo, l'ICJ ha convocato una riunione di oltre trenta esperti per esplorare gli obblighi legali relativi alle violazioni dei diritti economici, sociali e culturali. Le risultanti Linee Guida del Trattato di Maastricht hanno portato a termine questo compito espandendosi la natura, la portata e i rimedi appropriati per le violazioni dei diritti economici, sociali e culturali.

### Tribunale penale internazionale
Negli anni '90, una serie di importanti sviluppi internazionali ha avuto luogo a seguito di iniziative dell'ICJ. Il primo tra questi è stato l'istituzione del Tribunale penale internazionale nel 1998 con l'adozione dello statuto di Roma. Come risultato diretto di una conferenza internazionale sull'impunità, organizzata dall'ICJ sotto gli auspici delle Nazioni Unite nel 1992, la Conferenza mondiale sui diritti umani a Vienna ha affrontato positivamente la questione di un tribunale penale internazionale. L'ICJ ha svolto un ruolo di primo piano nel comitato direttivo delle ONG internazionali, la cui difesa è stata essenziale per il successo ottenuto a Roma.
Negli ultimi anni l'ICJ ha svolto un ruolo fondamentale nell'elaborazione e nell'adozione di una serie di importanti strumenti internazionali sui diritti umani, tra cui la Convenzione internazionale per la protezione di tutte le persone dalla sparizione forzata, il protocollo opzionale alla convenzione contro la tortura; il protocollo opzionale al Patto internazionale relativo ai diritti economici, sociali e culturali; il terzo protocollo opzionale alla Convenzione sui diritti dell'infanzia; i principi e le linee guida di base delle Nazioni Unite sul diritto di riparazione e riparazione per gravi violazioni del diritto internazionale dei diritti umani e gravi violazioni del diritto internazionale umanitario; e la serie di principi di aggiornamento per la protezione e la promozione dei diritti umani attraverso azioni per combattere l'impunità.
L'ICJ ha convocato importanti conferenze internazionali e prodotto pubblicazioni in settori in rapido sviluppo del diritto internazionale, compresi i diritti economici sociali e culturali; sui tribunali militari di diritto internazionale; proteggere i diritti umani nella lotta al terrorismo e alle società e ai diritti umani.

### 2004 - oggi La ICJ negli ultimi anni
Al Congresso Internazionale 2004 della CIG, l'organizzazione ha adottato la Dichiarazione di Berlino sul rispetto dei diritti umani e lo Stato di diritto nella lotta al terrorismo, che stabilisce 11 principi di base per garantire che le misure antiterrorismo siano conformi ai diritti umani.
In seguito a tali impegni, nel 2005 l'ICJ ha convocato l'Eminent People Panel, composto da otto importanti esperti internazionali che hanno trascorso tre anni a condurre un'indagine mondiale sull'impatto delle leggi e delle pratiche antiterrorismo sui diritti umani a livello globale.
Nel 2006, l'ICJ ha istituito un gruppo di esperti sulla complicità aziendale nei crimini internazionali, che ha sviluppato un'analisi delle politiche pubbliche e giuridiche che ha avviato l'analisi per un periodo di due anni e ha pubblicato un rapporto di tre volumi a tale fine nel 2008. Nello stesso anno, il Congresso mondiale dell'ICJ ha adottato la Dichiarazione di Ginevra sul sostegno allo stato di diritto e al ruolo dei giudici e degli avvocati in Times of Crisis, stabilendo i 13 principi fondamentali che indicano le responsabilità chiave per i giudici e la professione legale al fine di garantire la protezione dei diritti umani e dello stato di diritto quando i paesi attraversano periodi di crisi.
Nel 2011, in seguito al successo dei principi del Limburgo e delle linee guida di Maastricht sui diritti economici, sociali e culturali, l'ICJ ha convocato un processo di esperti, culminato in una conferenza con l'Università di Maastricht che ha portato all'adozione dei principi di Maastricht sugli extra Obblighi territoriali degli Stati nell'area dei diritti economici, sociali e culturali. Questi principi legali internazionali chiariscono gli obblighi legali degli Stati oltre i propri confini.
Oggi l'ICJ è una delle più antiche ONG internazionali legate ai diritti umani e allo stato di diritto. Continua a fornire una competenza giuridica approfondita a sostegno dei suoi sforzi nello sviluppo, nella promozione e nel chiarimento degli standard internazionali. Continua a sostenere i governi, la professione legale e la società civile al fine di assicurare l'attuazione di questi standard a livello internazionale e nazionale.

## Programmi ICJ
ICJ Segue una serie di programmi regionali, Africa, Asia e Pacifico, America centrale, Europa e Medio Oriente e Nord Africa, si concentrano sulla promozione e il sostegno dell'indipendenza della magistratura, dello stato di diritto e delle questioni relative ai diritti umani specifici per i loro contesti regionali.
L'ICJ ha uffici regionali a Bruxelles (Belgio), Bangkok (Thailandia), Johannesburg (Sudafrica), Tunisi (Tunisia) e Città del Guatemala (Guatemala) e un ufficio nazionale in Nepal. Il programma Europa e il Medio Oriente e il Nord Africa (MENA) operano entrambi in parte dall'ufficio di Ginevra.

### Programma ICJ Europa e Asia
Il programma ICJ Europa e Asia centrale mira a rafforzare la protezione dei diritti umani e dello stato di diritto in tutta la regione, mediante:
- Promozione dell'indipendenza e la responsabilità della magistratura e sostenere forti professioni legali.
- Aumentare l'accesso alla giustizia per i gruppi emarginati.
- Rafforzare l'attuazione nazionale del diritto internazionale dei diritti umani e garantire che la legislazione e le pratiche, in particolare sul sistema giudiziario, siano conformi al diritto internazionale dei diritti umani.
- Supportare lo sviluppo di standard e meccanismi regionali per i diritti umani, in particolare la Corte europea dei diritti umani, e garantire che siano efficaci nella protezione contro le violazione dei diritti umani e fornendo rimedi per le vittime.[20]

Con sede a Bruxelles, Ginevra e Almaty, il programma utilizza analisi di esperti del diritto e delle norme internazionali in materia di diritti umani per informare e influenzare il lavoro dell'Unione europea, del Consiglio d'Europa e delle istituzioni delle Nazioni Unite.
A livello nazionale, attraverso la ricerca di diritto e prassi, Patrocínio, rafforzamento delle capacità, interventi di terzi e osservazioni di processo, il programma affronta le priorità in materia di diritti umani e stato di diritto dell'ICJ, con particolare attenzione all'indipendenza di giudici e avvocati, migrazione e asilo, accesso alla giustizia per gruppi emarginati o svantaggiati, antiterrorismo e diritti umani.

### Programma ICJ Medio Oriente e Nord Africa
Il programma regionale Medio Oriente e Nord Africa (MENA) mira a rafforzare lo stato di diritto e a proteggere i diritti umani nella regione MENA promuovendo:
- Riforma costituzionale e legali.
- Indipendenza e responsabilità della magistratura.
- Diritto delle vittime di violazioni dei diritti umani di porre rimedio e riparazione, anche tenendo conto dei responsabili di tali violazioni
- Applicabilità del diritto internazionale ai conflitti armati internazionali e interni.

Il programma MENA dell'ICJ lavora per supportare lo sviluppo di magistrature indipendenti e imparziali in tutta la regione in modo che i tribunali nazionali non siano accusati solo di giudicare singoli casi, ma siano anche responsabili del rispetto dello stato di diritto internazionale e delle norme sui diritti umani.
A questo proposito, il programma promuove la fine dell'uso di tribunali eccezionali e militari per processare civili o proteggere i responsabili di gravi violazioni dei diritti umani.
Il programma MENA sostiene inoltre la fine dell'uso abusivo da parte dei governi della regione di emergenza, delle leggi militari e di altre leggi restrittive che violano o limitano gravemente il godimento dei diritti umani.
Il programma sostiene pertanto l'inclusione delle norme sui diritti umani nei quadri giuridici della regione MENA.
Funziona anche per supportare ed espandere la rete ICJ nella regione, anche attraverso lo sviluppo di un collegio elettorale tra giudici di lingua araba, avvocati e difensori dei diritti umani che possono apportare i cambiamenti e le riforme necessarie nella regione.

### Programma ICJ Africa
L'obiettivo generale del Programma regionale per l'Africa è migliorare la realizzazione dei diritti umani nel continente africano attraverso l'adesione allo stato di diritto.
Con la sua sede a Johannesburg, in Sudafrica, il Programma regionale per l'Africa (Africa Regional Programme - ARP) si basa sull'esperienza pluriennale dell'organizzazione lavorando con giudici africani, praticando avvocati, accademici, società civile, politici e rappresentanti di agenzie governative, per migliorare l'ambiente dello stato di diritto e consolidare il rispetto dei diritti umani nell'Africa subsahariana.
Mentre collabora con i programmi tematici e altri programmi regionali dell'ICJ, l'ARP organizza interventi su 5 priorità strategiche chiave nella regione:
- Progetto giudiziario di sviluppo e riforma (JDRP), il quale mira a sostenere lo sviluppo di sistemi giudiziari indipendenti, imparziali e responsabili, che siano efficienti ed efficaci. Ciò si ottiene attraverso lo sviluppo di capacità, valutazioni / studi giudiziari, patrocinio e auto-riflessione continua e dialoghi tra pari per ispirare le riforme.
- Human Rights Defenders (HRDP) il quale mira a integrare e rafforzare gli sforzi esistenti per promuovere il lavoro dei difensori dei diritti umani; supportarli legalmente, moralmente e, se necessario, garantire la loro sicurezza di fronte al rischio di persecuzione legate al loro lavoro; e sviluppare le proprie capacità tecniche nella promozione e difesa dei diritti umani.
- Meccanismi per i diritti umani (HURIMP) il quale mira a stabilire una piattaforma per l'impegno sistematico e sostenuto con i meccanismi dei diritti umani a livello subregionale, regionale e internazionale. Questo progetto collabora con e promuove un accesso efficace ai tribunali sovranazionali, alle istituzioni giudiziarie e ai meccanismi non tradizionali dei diritti umani come l'Africa Review Program (APRM) e altre iniziative continentali, che in effetti esigono la responsabilità dei diritti umani.
- Progetto di responsabilità dei diritti umani (HURAP) il quale mira a combattere l'impunità per gravi violazioni dei diritti umani attraverso la responsabilità per tali violazioni e l'accesso alla giustizia per le vittime di tali violazioni attraverso meccanismi legali nazionali, regionali e internazionali. Il Progetto indaga su possibili abusi, promuove l'anti-impunità e sviluppa le capacità di magistratura, professionisti legali, vittime e difensori dei diritti umani su approcci correttivi per gravi violazioni dei diritti umani.
- Progetto sullo stato di diritto e le elezioni (RULEP) il quale mira a promuovere la giustizia elettorale. Il progetto sostiene che le elezioni si svolgono in un ambiente conforme ai principi dello stato di diritto e che tali esercitazioni danno effetto ai diritti politici degli elettori. Denuncia l'uso della violenza come mezzo per risolvere le controversie elettorali e incoraggia l'istituzione di meccanismi giudiziari e non giudiziari credibili per risolvere le controversie elettorali. Il progetto conduce osservazione elettorale, formazione, valutazioni / studi e promuove il dialogo su standard e principi relativi a elezioni libere ed eque.[22]

### Programma ICJ Asia e Pacifico
Il programma ICJ sull'Asia e il Pacifico copre la regione dal Pakistan alle Isole del Pacifico. Con il suo quartier generale regionale a Bangkok, in Thailandia e il suo ufficio in Asia meridionale a Kathmandu, in Nepal, il programma Asia e Pacifico si basa sulla decennale esperienza dell'ICJ in la regione per promuovere lo stato di diritto e il rispetto dei diritti umani nella regione più grande e popolosa del pianeta. Poiché la regione afferma sempre più la sua influenza sulla scena globale in termini economici e politici, ha lottato per assumere una posizione commisurata in difesa dei diritti umani.
Il lavoro di ICJ in Asia e nel Pacifico cerca di porre rimedio a questo squilibrio attraverso l'impegno con i singoli paesi e una crescente dipendenza dalla difesa regionale.
Il programma ICJ Asia & Pacific collabora con difensori dei diritti umani, giudici, avvocati, funzionari governativi e imprese per garantire che il rispetto dei diritti umani sia al passo con l'enorme crescita economica in alcune parti della regione.
In particolare, l'ICJ sostiene gli sforzi per stabilire un solido quadro regionale per la protezione e la promozione dei diritti umani - una questione su cui la regione è molto indietro rispetto al resto del mondo.
In Asia orientale L'ICJ ha lavorato per decenni sulla promozione e la protezione dei diritti, in particolare sulle sfide del rispetto dei diritti umani nel contesto di un'elevata crescita economica.

### Programma ICJ sud-est asiatico
Con sede regionale a Bangkok, il lavoro della Commissione si protrae per diversi anni incentrato sul miglioramento dello stato di diritto e il rispetto dei diritti umani nel sud-est asiatico. La regione ha mostrato una notevole crescita economica e politica negli ultimi dieci anni, ma lo sviluppo è stato irregolare, con inversioni significative in termini di situazione dei diritti umani, nonché continue carenze nel rispondere alle richieste di giustizia e responsabilità.
Lo sviluppo economico nella regione è stato notevole, ma ha comportato un aumento delle disparità. Numerosi paesi della regione stanno subendo drammatici cambiamenti che potrebbero comportare un maggiore rispetto dei diritti umani, in primo luogo il Myanmar (Birmania), ma l'esperienza della regione, ad esempio in Cambogia e Indonesia, dimostra che il processo di transizione non è irreversibile e richiede costante vigilanza e impegno per i diritti umani al fine di ottenere risultati efficaci.
I conflitti armati di lunga data hanno portato all'erosione dello stato di diritto (ad esempio, nel sud della Thailandia, Insurrezione nella Thailandia del Sud e nella regione di Mindanao nelle Filippine con l’Insurrezione islamica).
Dieci paesi del sud-est asiatico stanno lavorando per una maggiore integrazione regionale nell'ambito dell'Associazione delle nazioni del sud-est asiatico (ASEAN). L'ICJ lavora direttamente con l'ASEAN come istituzione in via di sviluppo e con i singoli paesi, per garantire che i principi dei diritti umani siano equamente inclusi e applicati in questo processo. Promuovendo inoltre una più stretta collaborazione e sostegno ai difensori dei diritti umani, in particolare agli avvocati, che lavorano nei paesi dell'ASEAN.

## Struttura del Comitato esecutivo
La governance dell'organizzazione spetta ai commissari. Tuttavia, il comitato esecutivo agisce per conto della Commissione su base giornaliera. Il comitato è composto da sette a nove commissari, ciascuno eletto dai suoi colleghi commissari per un periodo di due anni e può essere rieletto due volte. Il Comitato Esecutivo si riunisce almeno due volte l'anno e intrattiene rapporti di lavoro regolari con il Segretariato.

## Congressi internazionali dell’ICJ
Si dal 1952, con cadenza irregolare, l'ICJ convoca un Congresso mondiale, in cui giuristi di tutto il mondo lavorano insieme per affrontare una questione urgente in materia di diritti umani e concordare principi e obiettivi normativi in una dichiarazione pubblica, pubblicata in un rapporto redatto al termine del Congresso. Queste dichiarazioni sono state spesso utilizzate da organismi intergovernativi, comprese le Nazioni Unite, nonché da associazioni di avvocati, avvocati, centri accademici e altre ONG per i diritti umani in tutto il mondo.
Ad esempio, l'ICJ era responsabile della Dichiarazione di Delhi sullo stato di diritto nel 1959, che definiva dinamico il concetto di Stato di diritto dell'ICJ.
- Fondazione del Congresso internazionale dei giuristi, 25 luglio - 1º agosto 1952 - Berlino ovest, Germania.
  - Preoccupazioni della guerra fredda, compresa la denuncia di violazioni dei diritti umani nei paesi del blocco sovietico.
- 1º Congresso internazionale dei giuristi - The Rule of Law, 13 - 20 giugno 1955 - Atene, Grecia.
  - Considerazioni su quali garanzie minime sono necessarie per garantire lo stato di diritto e la protezione delle persone contro azioni arbitrarie da parte dello Stato.[27][28]
- 2º Congresso internazionale dei giuristi - The Rule of Law in a Free Society, 5-10 gennaio 1959 - Nuova Delhi, India.
  - Definire e descrivere all'interno contesto della moderna pratica costituzionale e legale lo Stato di diritto.[27]
- 3º Congresso internazionale dei giuristi - Executive Action and

the Rule of Law, 11-15 dicembre 1962, Rio de Janeiro, Brasile.
- - Procedure utilizzate dalle agenzie amministrative e dei funzionari esecutivi
  - Controllo da parte della legislatura e dei tribunali sull'azione esecutiva
  - La responsabilità degli avvocati in un mondo che cambia
  - Il ruolo dell'educazione legale in una società che cambia[29]
- 4º Congresso internazionale dei giuristi - The Rule of Law and Human Rights, 10-15 gennaio 1966, Ginevra, Svizzera.
  - Principi e definizioni delle norme di legge e dei diritti umani.[30][31][32]

- 5º Congresso internazionale dei giuristi - Justice and the Individual: The Rule of Law under Current Pressures, 8 - 12 settembre 1971, Aspen, Usa.
  - Rapporto tra giustizia e individuo, lo stato di diritto sotto le pressioni attuali,
  - Crescente utilizzo del potere arbitrario
  - Discriminazione razziale [33]

- 6º Congresso internazionale dei giuristi - Human Rights in an Undemocratic World, 19 - 22 aprile 1977, Vienna, Austria.

L’evento coincide con il 25 ° anniversario della Commissione internazionale dei giuristi, la tematica principale è stata dedicata ai "Diritti umani in un mondo non democratico". L'incontro ha riunito più di 60 partecipanti provenienti da 32 paesi in tutte le parti del mondo.
- - Necessità di escogitare modi per assistere avvocati e giudici che sono stati perseguitati o perseguitati a seguito del loro lavoro di difesa dei diritti umani e di difesa dei prigionieri politici. La discussione ha portato alla creazione del Centro per l'indipendenza dei giudici e degli avvocati dell'ICJ (CIJL).
  - L'inefficacia del meccanismo delle Nazioni Unite nella protezione dei diritti umani. I partecipanti hanno affermato la necessità di ricorrere alla "procedura 1503" della Commissione delle Nazioni Unite per i diritti umani e di rendere più efficaci i meccanismi di denuncia ai sensi del Patto internazionale relativo ai diritti civili e politici e della Convenzione sull'eliminazione della discriminazione razziale.
  - Stato di diritto negli Stati a partito unico e sullo stato di diritto sotto i regimi militari e sulla questione dei diritti delle minoranze.[34]

## ICJ sezioni nazionali e affiliati
ICJ è presente in 21 nazioni, e conta altre 29 affiliazioni in altrettanti paesi.

### ICJ sezioni nazionali
| Nazione/Territorio | Nome                                                      | Sede | Città     | Sito web                          |
| ------------------ | --------------------------------------------------------- | --- | --------- | --------------------------------- |
| Australia          | Australian Section of the ICJ                             | P.O. Box 173 NSW 2001                                                                                       | Sydney    |                                   |
| Austria            | Österreichische Juristen-Kommission                       | Esteplatz 4 A-1030                                                                                          | Vienna    | juristenkommission.at             |
| Canada             | ICJ Canada                                                | 865 Carling Avenue, Suite 500, ON K1S 5S8                                                                   | Ottawa    | icjcanada.org                     |
| Cile               | Comision Chilena de Derechos Humanos                      | Santa Lucia 162                                                                                             | Santiago  | comisionchilenaderechoshumanos.cl |
| Danimarca          | Danish Section of the ICJ                                 | Danish Section of the ICJ c/o advokat Henrik Andersen Lind & Cadovius Advokataktieselskab Østergade 38 1100 | København |                                   |
| Ecuador            | Asociación Ecuatoriana de Juristas                        | Amazonas 4000 - Piso 5 P.O. Box 17-01-638                                                                   | Quito     |                                   |
| Germania           | Deutsche Sektion der Internationalen Juristen-Kommission  | E.V. Herrenstraße 23 D-76133                                                                                | Karlsruhe | juristenkommission.de             |
| Giordania          | Sisterhood is Global - Jordan                             | PO Box 23215, 1115                                                                                          | Amman     | sigi.org                          |
| Hong Kong          | Justice Hong Kong                                         | 10th Floor New Henry House 10 Ice House Street                                                              | Hong Kong |                                   |
| India              | Karnataka State Commission of Jurists                     | Keshava Nivas, 24 1st Main Road Gandhinagar 560025                                                          | Bangalore |                                   |
| Italia             | Jura Hominis                                              | Dr Franco Vella, Via Sant'Anna 13, 28823 Ghiffa                                                             | Verbania  | jurahominis.it                    |
| Kenya              | Kenya Section of the ICJ                                  | Vihiga Road, off Othaya Road, Kileleshwa, P.O. Box 59743 00200                                              | Nairobi   | icj-kenya.org                     |
| Nepal              | Nepalese Section of the ICJ                               | P.O. Box 5473 Babarmahal                                                                                    | Kathmandu |                                   |
| Norvegia           | ICJ Norway                                                | Secretary General: Lawyer Stine Langlete Vossegata 30, 0475                                                 | Oslo      | icj.no                            |
| Paesi Bassi        | Nederlands Juristen Comité voor de Mensenrechten (NJCM)   | Steenschuur 25 2311                                                                                         | Leiden    | njcm.nl                           |
| Polonia            | Polish Section of the ICJ                                 | Ul. Podchorazych 20 00721                                                                                   | Varsavia  |                                   |
| Regno Unito        | JUSTICE                                                   | 59 Carter Lane EC4V 5AQ                                                                                     | Londra    | justice.org.uk                    |
| Slovenia           | Slovenian Section of the ICJ                              | C/o University in Ljubljana, Faculty of Law, Poljanski nasip 2 1000                                         | Lubiana   |                                   |
| Stati Uniti        | American Association for the ICJ                          | 280 Madison Avenue, Suite 1102, NY 10016                                                                    | New York  |                                   |
| Svezia             | Svenska Avdelningen av Internationella Juristkommissionen | Åsögatan 140 11624                                                                                          | Stoccolma | icj-sweden.org                    |
| Svizzera           | Swiss section of ICJ                                      | C/o Anwaltsbüro Hälg & Kägi-Diener Marktgasse 14 CH-9004                                                    | San Gallo | icj-ch.org                        |

### ICJ enti affiliati
| Nazione/Territorio | Nome                                                                                          | Sede                                                                                 | Città                 | Sito web                                                           |
| ------------------ | --------------------------------------------------------------------------------------------- | ------------------------------------------------------------------------------------ | --------------------- | ------------------------------------------------------------------ |
| Argentina          | Centro de Estudios Legales y Sociales                                                         | Piedras 547 1a C1070AAK                                                              | Buenos Aires          | www.cels.org.ar                                                    |
| Bangladesh         | Odhikar                                                                                       | House 35 (3rd floor), Road – 117 Gulshan 1212                                        | Dacca                 | www.odhikar.org                                                    |
| Bangladesh         | Human Rights Commission                                                                       | 222/Kha, BASIC Feroza garden Malibag (1st floor), Flat C-2 1217                      | Dacca                 | www.bhrc-bd.org Archiviato il 18 marzo 2013 in Internet Archive.   |
| Barbados           | Barbados Bar Association "Leeton"                                                             | Perry Gap, Roebuck Street                                                            | Bridgetown            | www.barbadosbarassociation.com                                     |
| Bolivia            | Colegio Nacional de Abogados de Bolivia                                                       | Calle Mercado N°1328, Edificio Mcal.Ballivián, Piso 10                               | Casilla Postal N°8274 | www.conalab.org.bo                                                 |
| Burkina Faso       | Mouvement Burkinabé des Droits de l'Homme et des Peuples                                      | 01 BP 2055                                                                           | Ouagadougou           |                                                                    |
| Ciad               | Association Tchadienne de Juristes Cabinet                                                    | l'Avenue Charles de Gaulle à côté du cinéma Normandie P.O.Box 2065                   | N'Djamena             |                                                                    |
| Colombia           | Comisión Colombiana de Juristas                                                               | Calle 72 No 12-65 (Séptimo piso)                                                     | Santafé de Bogota     | www.coljuristas.org                                                |
| Congo              | Democratic Republic of the Association Africaine de Défense des Droits de l'Homme             | B.P.16737                                                                            | Kinshasa              | asadho-rdc.net                                                     |
| Egitto             | Arab Center for the Independence of the Judiciary and the Legal Profession                    | 8/10 Mathaf El-Manyal St Manyal El-Roda 11451                                        | Cairo                 | /www.acijlp.org                                                    |
| Egitto             | The Egyptian Organisation for Human Rights                                                    | 8/10 Mathaf El-Manial St, 10th Floor,Manyal El-roda                                  | Cairo                 | en.eohr.org Archiviato il 22 giugno 2018 in Internet Archive.      |
| Filippine          | Integrated Bar of the Philippines                                                             | IBP Building, No.15 Julia Vargas Avenue Ortigas Center, Pasig City, Philippines 1600 | Pasig                 | ibp.org.ph Archiviato il 30 aprile 2008 in Internet Archive.       |
| Figi               | Fiji Law Society                                                                              | 100 Gordon Street P O Box 2389 Government Buildings                                  | Suva                  | www.fls.org.fj                                                     |
| Germania           | Kommission für Menschenrechte des Vereins der Richter und Staatsanwälte                       | Holzmarkt 79098                                                                      | Friburgo              |                                                                    |
| Giappone           | Japan Civil Liberties Union                                                                   | 306 Atagoyama Bengoshi Bldg. 1-6-7 Atago, Minato-ku                                  | Tokyo                 | www.jclu.org                                                       |
| Indonesia          | Indonesia Legal Aid Foundation - Yayasan Lembaga Bantuan Hukum Indonesia                      | Jl. Dipenogoro No. 74 Jakarta Pusat 10320                                            | Giacarta Centrale     | www.ylbhi.or.id                                                    |
| Malaysia           | Malaysian Bar (Majlis Peguam)                                                                 | No. 13, 15 & 17, Leboh Pasar Besar                                                   | Kuala Lumpur          | www.malaysianbar.org.my                                            |
| Marocco            | Organisation Marocaine des Droits Humains                                                     | 8, Rue Ouargha, Résidence, Appt N°1 - Agdal                                          | Rabat                 | www.omdh.org                                                       |
| Nepal              | Advocacy Forum-Nepal                                                                          | Shantiniketan Marg - 94/14 Gairidhara                                                | Kathmandu             | advocacyforum.org                                                  |
| Nepal              | Law Society                                                                                   | P.O. Box 13211                                                                       | Kathmandu             |                                                                    |
| Niger              | Association des Femmes Juristes du Niger                                                      | B.P. 10689                                                                           | Niamey                |                                                                    |
| Nigeria            | Legal Research & Resource Development Centre                                                  | 386, Murtala Mohammed Way, YabaP.O.Box 2416 Sabo                                     | Yaba                  | lrrdc.org                                                          |
| Norvegia           | Norvegian Association of Judges - Den norske dommerforening                                   | Dronningensgate 2 7485                                                               | Trondheim             | domstol.no Archiviato il 3 luglio 2017 in Internet Archive.        |
| Norvegia           | Norwegian Association of Judges Human Rights Committee of the Norwegian Association of Judges | P.O. Box 8016 DEP 0030                                                               | Oslo                  |                                                                    |
| Paesi Bassi        | Nederlandse Juristen-Verenigung                                                               | P.O. Box 90851 2509 LW                                                               | L'Aia                 |                                                                    |
| Paesi Bassi        | Nederlandse Orde van Advocaten                                                                | P.O. Box 30851 2500 GW                                                               | L'Aia                 |                                                                    |
| Paesi Bassi        | Nederlandse Vereniging voor Rechtspraak                                                       | Lange Voorhout 7, 2514 EA                                                            | L'Aia                 | nvvr.org                                                           |
| Pakistan           | Human Rights Commission of Pakistan                                                           | Aiwan-i-Jamhoor 107 Tipu Block, New Garden Town 54600                                | Lahore                |                                                                    |
| Palestina          | Palestinian Territory, Occupied                                                               | Al-Haq P.O.Box: 1413                                                                 | Ramallah - West Bank  | alhaq.org Archiviato il 15 ottobre 2006 in Internet Archive.       |
| Palestina          | Palestinian Centre for Human RIghts                                                           | 29 Omar El Mukhtar Street, Near Amal Hotel, PO Box 1328                              | Gaza                  | pchrgaza.org                                                       |
| Perù               | Comisión Andina de Juristas                                                                   | Los Sauces 285, San Isidro                                                           | Lima                  | cajpe.org.pe                                                       |
| Russia             | Independent Council of Legal Expertise                                                        | B. Golovin Per. 22, str. 1, komn. 7 107045                                           | Mosca                 |                                                                    |
| Russia             | International Protection Centre                                                               | office 22-13 (Palace of labor unions) Leninsky Prospekt d.42 119119                  | Mosca                 | ip-centre.ru Archiviato il 22 maggio 2018 in Internet Archive.     |
| Stati Uniti        | Global Rights                                                                                 | 1200 18th Street, NW, Suite 602                                                      | Washington            | globalrights.org                                                   |
| Stati Uniti        | Minnesota Advocates for Human Rights                                                          | 310 Fourth Avenue South, Suite 1000, Minnesota 55415-1012                            | Minneapolis           | mnadvocates.org Archiviato il 18 gennaio 2015 in Internet Archive. |
| Tunisia            | Ligue Tunisienne pour la Défense des Droits de l'Homme                                        | 21, rue Baudelaire-Elomrane 1005                                                     | Tunisi                |                                                                    |
| Uruguay            | Instituto de Estudios Legales y Sociales del Uruguay                                          | Plaza Independencia 1376 piso 11100                                                  | Montevideo            | instantfacts.se                                                    |
| Zambia             | Law Association of Zambia                                                                     | House, N° 1 Lagos Road, P.O. Box 35271, 10101                                        | Lusaka                |                                                                    |
| Zimbabwe           | Zimbabwe Lawyers for Human Rights                                                             | P.O. Box 918                                                                         | Harare                |                                                                    |

## Membri onorari
La Commissione internazionale dei giuristi è composta da un massimo di sessanta avvocati (inclusi magistrati, avvocati e accademici) dedicati a garantire il rispetto delle norme internazionali sui diritti umani attraverso la legge. I commissari sono noti per la loro esperienza, conoscenza e impegno fondamentale per i diritti umani.
La composizione della Commissione mira a riflettere la diversità geografica del mondo e i suoi numerosi sistemi giuridici. Ad essi si aggiungono inoltre molti ex membri del commissariato, nominati membri onorari della Commissione al termine del loro mandato come commissari. Nel frattempo alcuni individui vengono eletti direttamente membri onorari in riconoscimento della loro anzianità e del contributo al progresso dei diritti umani e dello stato di diritto.
Elenco dei membri onorari:
- Georges Abi-Saab, Egitto
- Alejandro Artucio, Uruguay
- Solomy Balungi Bossa, Uganda
- Ian Binnie, Canada
- William Butler, Stati Uniti
- Marie José Crespin, Senegal
- Dato’ Param Cumaraswamy, Malaysia
- Rajeev Dhavan, India
- Dalmo A. De Abreu Dallari, Brasile
- Louise Doswald-Beck, Svizzera
- Alfredo Etcheberry, Cile
- Elizabeth Evatt, Australia
- Jochen A. Frowein, Germania
- Gustavo Gallón, Colombia
- Jenny Goldshmidt, Paesi Bassi
- Lennart Groll, Svezia
- Paul J.G. Kapteyn, Paesi Bassi
- Michael D. Kirby, Australia
- David Kretzmer, Israele
- Kofi Kumado, Ghana

- Claire L’Heureux-Dubé, Canada
- Daniel Marchand, Francia
- J. R.W.S. Mawalla, Tanzania
- François-Xavier Mbouyom, Camerun
- Karinna Moskalenko, Russia
- Fali Nariman, India
- Pedro Nikken, Venezuela
- Manfred Nowak, Austria
- Bertrand Ramcharan, Guyana
- Shridath S. Ramphal, Guyana
- Michèle Rivet, Canada
- Raji Sourani, Palestina
- Daniel Thürer, Svizzera
- Christian Tomuschat, Germania
- Michael A. Trinatafyllides, Cipro
- Theo Van Boven, Paesi Bassi
- Luzius Wildhaber, Svizzera
- José Zalaquett, Cile
- Leila Zerrougui, Algeria

## Premi e riconoscimenti
- 1980 European Human Rights Prize: Creato dal Consiglio d'Europa nel 1980 e assegnato una volta ogni tre anni per sostenere i meriti di una persona, un gruppo di persone, un'istituzione o un'organizzazione non governativa che è stata attiva nel promuovere o proteggere i diritti umani in conformità con i principi individuali libertà, libertà politica e stato di diritto. L'ICJ è stato il primo destinatario di questo premio.[37]

- 1985 Wateler Peace Prize[38]
- 1989 Premio Erasmo (Erasmus Prize): assegnato a favore del suo lavoro per rafforzare lo stato di diritto attraverso la protezione dell'indipendenza di giudici e avvocati, la sua formazione legale di persone nei paesi in via di sviluppo, il suo ruolo nella stesura di trattati internazionali e il suo monitoraggio attraverso missioni conoscitive.[39]

- 1993 Premio delle Nazioni Unite per i Diritti Umani (United Nations Award for Human Rights): nel dicembre del 1993 L'ICJ ricevute il quinto premio in occasione del quarantacinquesimo anniversario della Dichiarazione universale dei diritti umani.[40][41]

- 2013 Light of Truth Award: Il 13 aprile 2013, il Dalai Lama ha consegnato il Light of Truth Award a Wilder Tayler, allora segretario generale.[42]

(Wilder Tayler)

## Fondi
Nel 2015 l’organizzazione ha registrato entrate per 7,2 milioni di franchi (~ 7,3 milioni di dollari) e spese per un ammontare di 9,1 milioni di franchi.
Donatori quotati 2015: 

Finlandia (AMF), Germania, Irlanda (IrishAid), Paesi Bassi (AMF), Norvegia (AMF), Svezia (Agenzia svedese di sviluppo e cooperazione internazionale - SIDA), Svizzera (Agenzia svizzera per lo sviluppo e la cooperazione - CSD), Stati Uniti (Dipartimento di Stato), Bread for the World, DanChurchAid, Commissione europea, Open Society Foundations, Medico International, MISEREOR e UNDP.
Per un programma che copre il periodo 2012-2015, SIDA ha concesso a ICJ $ 3,7 milioni.

## Annotazioni
1. ↑  Bonn, al tempo capitale[7] e sede degli enti federali della Germania Ovest dal 1949 al 1990, continuando ad essere sede del governo federale tedesco fino al 1998, quando vi fu l'effettivo trasferimento degli uffici a Berlino.
2. ↑  Secondo un articolo del Life del 28 luglio 1952, Linse fu rapito da fuori casa sua nella zona di occupazione americana Gerichtsstraße di Berlino, dove verso le 7.30 fu aggredito e caricato su un'auto. Una donna che ha assistito all'evento ha chiesto aiuto e un camionista ha iniziato un inseguimento. I rapitori in macchina hanno sparato contro il camion con una pistola e hanno lasciato cadere caltrops per scoraggiare l'inseguimento, permettendo all'auto di raggiungere la zona di occupazione sovietica di Berlino con una barriera del veicolo sollevata per aiutare ad accelerare la fuga. (Va ricordato che il muro di Berlino non fu costruito fino al 1961, quindi il viaggio tra le diverse zone era relativamente prove di ostacoli.)[9]